# FC Taraz
FC Taraz là một câu lạc bộ bóng đá Kazakhstan có sân nhà là Sân vận động trung tâm Taraz ở Taraz. Đây là một trong những câu lạc bộ hàng đầu vào những năm đầu của Giải bóng đá ngoại hạng Kazakhstan, họ vô địch năm 1996, và vô địch Cúp bóng đá Kazakhstan năm 2004.

## Lịch sử

### Tên gọi
- 1961: Thành lập với tên gọi Metallist
- 1967: Đổi tên thành Voskhod
- 1968: Đổi tên thành Energetik
- 1971: Đổi tên thành Alatau
- 1975: Đổi tên thành Khimik
- 1992: Đổi tên thành Fosfor
- 1994: Đổi tên thành Taraz

### Lịch sử giải quốc gia
| Mùa giải | Giải đấu | Giải đấu | Giải đấu | Giải đấu | Giải đấu | Giải đấu | Giải đấu | Giải đấu | Giải đấu | Cúp bóng đá Kazakhstan | Vua phá lưới                                | Vua phá lưới | Huấn luyện viên                                |
| Mùa giải | Hạng     | Vị thứ   | St       | T        | H        | B        | BT       | BB       | Đ        | Cúp bóng đá Kazakhstan | Cầu thủ                                     | Giải đấu     | Huấn luyện viên                                |
| -------- | -------- | -------- | -------- | -------- | -------- | -------- | -------- | -------- | -------- | ---------------------- | ------------------------------------------- | ------------ | ---------------------------------------------- |
| 1992     | thứ 1    | thứ 5    | 26       | 12       | 5        | 9        | 40       | 29       | 29       | Á quân                 | M.Syzdykov A.Litvinenko                     | 11           | Kurban Berdyev                                 |
| 1993     | thứ 1    | thứ 14   | 24       | 16       | 4        | 4        | 51       | 29       | 36       | Á quân                 | Alexander Shmarikov                         | 28           | Kurban Berdyev                                 |
| 1994     | thứ 1    | thứ 8    | 30       | 12       | 7        | 11       | 42       | 34       | 33       | Vòng 32 đội            | A.Litvinenko                                | 20           |                                                |
| 1995     | thứ 1    | thứ 2    | 30       | 20       | 2        | 8        | 61       | 34       | 62       | Bán kết                | Nurken Mazbaev                              | 19           |                                                |
| 1996     | thứ 1    | thứ 1    | 34       | 23       | 7        | 4        | 56       | 14       | 76       | Tứ kết                 | G.Kainazarov                                | 12           |                                                |
| 1997     | thứ 1    | thứ 2    | 26       | 18       | 2        | 6        | 49       | 18       | 56       | Vòng 16 đội            | Nurken Mazbaev                              | 16           |                                                |
| 1998     | thứ 1    | thứ 10   | 26       | 7        | 6        | 13       | 33       | 35       | 27       | Vòng 16 đội            | B.Eirich                                    | 9            |                                                |
| 1999     | thứ 1    | thứ 10   | 30       | 6        | 5        | 19       | 25       | 64       | 23       | Vòng 16 đội            | Murat Tleshev                               | 6            | Vakhid Masudov                                 |
| 2000     | thứ 1    | thứ 12   | 28       | 7        | 5        | 16       | 22       | 47       | 26       | Vòng 16 đội            | B.Kenchimov A.Mironov                       | 3            | Vakhid Masudov                                 |
| 2001     | thứ 1    | thứ 15   | 32       | 6        | 3        | 23       | 26       | 57       | 21       | Vòng 16 đội            | D.Nazarov / V.Yakovlev T.Sisenov / V.Valter | 4            |                                                |
| 2002     | thứ 2    | thứ 4    |          |          |          |          |          |          |          | Vòng 32 đội            |                                             |              |                                                |
| 2003     | thứ 1    | thứ 12   | 32       | 10       | 4        | 18       | 35       | 45       | 34       | Vòng 32 đội            | Nazarov                                     | 10           | Vladimir Gulyamhaydarov                        |
| 2004     | thứ 1    | thứ 7    | 36       | 16       | 11       | 9        | 35       | 23       | 59       | Vô địch                | Oleh Mochulyak                              | 8            | Yuri Konkov                                    |
| 2005     | thứ 1    | thứ 11   | 30       | 10       | 6        | 14       | 32       | 36       | 36       | Bán kết                | Nurken Mazbaev                              | 11           | Yuri Konkov                                    |
| 2006     | thứ 1    | thứ 10   | 30       | 9        | 6        | 15       | 32       | 34       | 33       | Vòng 16 đội            | Wýaçeslaw Krendelew Oleh Mochulyak          | 8            | Sergei Tagiyev                                 |
| 2007     | thứ 1    | thứ 16   | 30       | 3        | 6        | 21       | 16       | 50       | 15       | Vòng 16 đội            | Aleksey Shapurin                            | 4            | Sergei Tagiyev                                 |
| 2008     | thứ 2    | thứ 2    | 26       | 19       | 4        | 3        | 61       | 14       | 61       | Vòng Một               |                                             |              | Vladimir Fomichyov                             |
| 2009     | thứ 1    | thứ 8    | 26       | 9        | 6        | 11       | 37       | 36       | 33       | Vòng Hai               | Sergiu Epureanu                             | 7            | Vladimir Fomichyov                             |
| 2010     | thứ 1    | thứ 9    | 32       | 9        | 10       | 13       | 36       | 40       | 37       | Tứ kết                 | Anton Zemlianukhin Milan Jovanović          | 7            | Dmitry Ogai Igor Ursach Vait Talgayev          |
| 2011     | thứ 1    | thứ 9    | 32       | 10       | 5        | 17       | 30       | 39       | 25       | Bán kết                | Nemanja Jovanović                           | 7            | Vait Talgayev                                  |
| 2012     | thứ 1    | thứ 4    | 26       | 14       | 4        | 8        | 32       | 30       | 46       | Vòng Hai               | Miroslav Lečić                              | 7            | Ljupko Petrović                                |
| 2013     | thứ 1    | thứ 10   | 32       | 7        | 9        | 16       | 30       | 38       | 21       | Á quân                 | Obiora Odita                                | 5            | Ljupko Petrović Nurmat Mirzabayev Arno Pijpers |
| 2014     | thứ 1    | thứ 10   | 32       | 9        | 7        | 16       | 32       | 45       | 25       | Tứ kết                 | Aleksey Shchetkin Murat Tleshev             | 7            | Arno Pijpers Evgeny Yarovenko                  |
| 2015     | thứ 1    | thứ 9    | 32       | 10       | 8        | 14       | 25       | 33       | 26       | Tứ kết                 | Oleksandr Pyschur                           | 9            | Evgeny Yarovenko                               |
| 2016     | thứ 1    | thứ 11   | 32       | 10       | 5        | 17       | 33       | 42       | 35       | Vòng 16 đội            | Malick Mané                                 | 13           | Nurmat Mirzabayev Yuriy Maksymov               |

### Lịch sử giải châu lục
| Mùa giải | Giải đấu                                            | Vòng     | Câu lạc bộ   | Sân nhà  | Sân khách | Tổng tỉ số |
| -------- | --------------------------------------------------- | -------- | ------------ | -------- | --------- | ---------- |
| 1997–98  | Cúp các câu lạc bộ đoạt cúp bóng đá quốc gia châu Á | Vòng Một | Miễn đấu     | Miễn đấu | Miễn đấu  | Miễn đấu   |
| 1997–98  | Cúp các câu lạc bộ đoạt cúp bóng đá quốc gia châu Á | Vòng Hai | Nisa Aşgabat | 2–2      | 0–2       | 2–4        |

## Danh hiệu
- Giải bóng đá ngoại hạng Kazakhstan: 1

1996
- Cúp bóng đá Kazakhstan: 1

2004

## Đội hình hiện tại
Tính đến 6 tháng 10 năm 2016
Ghi chú: Quốc kỳ chỉ đội tuyển quốc gia được xác định rõ trong điều lệ tư cách FIFA. Các cầu thủ có thể giữ hơn một quốc tịch ngoài FIFA.
| Số | VT | Quốc gia   | Cầu thủ              |
| -- | -- | ---------- | -------------------- |
| 1  | TM | Kazakhstan | Aleksandr Grigorenko |
| 2  | HV | Kazakhstan | Daniyar Bayaliev     |
| 4  | HV | Kazakhstan | Ilya Vorotnikov      |
| 6  | TV | Kazakhstan | Marat Shakhmetov     |
| 7  | TV | Kazakhstan | Alisher Suley        |
| 8  | TV | Kazakhstan | Vitali Yevstigneyev  |
| 9  | TĐ | Serbia     | Marko Radovanovic    |
| 10 | TV | Kazakhstan | Bauyrzhan Baitana    |
| 11 | TV | Kazakhstan | Abzal Taubay         |
| 12 | HV | România    | Ioan Mera            |
| 13 | TĐ | Sénégal    | Malick Mané          |
| 15 | TV | Kazakhstan | Ardak Karpyk         |
| 16 | TM | Serbia     | Dušan Đokić          |
| 17 | TV | Kazakhstan | Oleg Nedashkovsky    |
| 19 | HV | Kazakhstan | Dmitri Yevstigneyev  |

| Số | VT | Quốc gia   | Cầu thủ               |
| -- | -- | ---------- | --------------------- |
| 20 | HV | Kazakhstan | Maksat Amirkhanov     |
| 21 | TV | Kazakhstan | Bakhytzhan Rymtaev    |
| 22 | HV | Kazakhstan | Madiyar Nuraly        |
| 23 | TV | Kazakhstan | Kurmet Karaman        |
| 25 | TV | Ukraina    | Taras Danilyuk        |
| 44 | TV | Kazakhstan | Adilet Abdenabi       |
| 50 | HV | Nga        | Anton Grigoryev       |
| 67 | TV | Ukraina    | Andriy Yakovlyev      |
| 71 | TĐ | Kazakhstan | Daurenbek Tazhimbetov |
| 75 | TĐ | Ukraina    | Oleksandr Pyshchur    |
| 84 | HV | Tajikistan | Davron Ergashev       |
| 99 | HV | Kazakhstan | Aleksandr Kirov       |
| —  | TV | Kazakhstan | Farukh Mirsalimbaev   |
| —  | TĐ | Kazakhstan | Denis Andreev         |

### Đội dự bị
Ghi chú: Quốc kỳ chỉ đội tuyển quốc gia được xác định rõ trong điều lệ tư cách FIFA. Các cầu thủ có thể giữ hơn một quốc tịch ngoài FIFA.
| Số | VT | Quốc gia   | Cầu thủ               |
| -- | -- | ---------- | --------------------- |
| 28 | TV | Kazakhstan | Nurdaulet Seidikhanov |
| 29 | TV | Kazakhstan | Bakdaulet Daribayev   |
| 31 | TV | Kazakhstan | Zhambyl Moldashbayev  |
| 32 | TV | Kazakhstan | Ruslan Islamov        |
| 34 | TV | Kazakhstan | Meirzhan Balken       |
| 35 | TV | Kazakhstan | Dauren Amirkhanov     |

| Số | VT | Quốc gia   | Cầu thủ                  |
| -- | -- | ---------- | ------------------------ |
| 36 | TV | Kazakhstan | Sundet Barat             |
| 37 | TV | Kazakhstan | Dinmukhamed Oralov       |
| 38 | TV | Kazakhstan | Mukhamedzhan Baimakhanov |
| 39 | TV | Kazakhstan | Yelzhan Toktybayev       |
| —  | HV | Kazakhstan | Vitali Kachagin          |
| —  | TĐ | Kazakhstan | Yerbol Ondashev          |

## Huấn luyện viên
- Kurban Berdyev (1986–89), (1991–92)
- Vakhid Masudov (tháng 8 năm 1999 – tháng 6 năm 2000)
- Vladimir Gulyamhaydarov (2003)
- Yuri Konkov (1 tháng 1 năm 2004 – 24 tháng 8 năm 2005)
- Sergei Tagiyev (2006 – tháng 5 năm 2007)
- Vladimir Fomichyov (2008–10)
- Dmitriy Ogai (1 tháng 1 năm 2010 – 30 tháng 11 năm 2010)
- Igor Ursachi (25 tháng 6 năm 2010 – 1 tháng 9 năm 2010)
- Vait Talgayev (2010–2011)
- Ljupko Petrović (1 tháng 11 năm 2011 – 14 tháng 5 năm 2013)
- Nurmat Mirzabaev (interim) (16 tháng 5 năm 2013 – 7 tháng 6 năm 2013)
- Arno Pijpers (8 tháng 6 năm 2013 – 10 tháng 6 năm 2014)
- Evgeny Yarovenko (10 tháng 6 năm 2014 – 11 tháng 11 năm 2015)
- Nurmat Mirzabayev (tháng Một – tháng 5 năm 2016)
- Yuriy Maksymov (15 tháng 5 năm 2016 –)